# Reichmannshausen
Reichmannshausen ist ein Gemeindeteil der Gemeinde Schonungen im unterfränkischen Landkreis Schweinfurt in Bayern.

## Geografische Lage
Das Kirchdorf Reichmannshausen liegt im äußersten Norden des Schonunger Gemeindegebietes am Nassachzufluss Riedbach. Im Norden ist der Ellertshäuser See mit der Siedlung Ellertshausen, einem Gemeindeteil von Stadtlauringen, zu finden. Der Nordosten wird von Aidhausen im Landkreis Haßberge eingenommen. Der Landkreis Haßberge beginnt östlich mit Riedbach-Humprechtshausen. Im Süden, verbunden durch die Kreisstraße SW 4, liegt Löffelsterz. Mit Ottenhausen und Hesselbach beginnt westlich von Reichmannshausen die Gemeinde Üchtelhausen.
Reichmannshausen liegt als Rodungsinsel in der Landschaft Schweinfurter Rhön, die identisch mit dem Naturraum Hesselbacher Waldland ist. Das Dorf besitzt heute mit 1662 ha die größte Gemarkung aller Orte im Landkreis Schweinfurt. Um Reichmannshausen bestanden mehrere Dörfer, die heute wüst liegen und in die Gemarkung eingegliedert sind. Durch Reichmannshausen verläuft der Fränkische Marienweg.

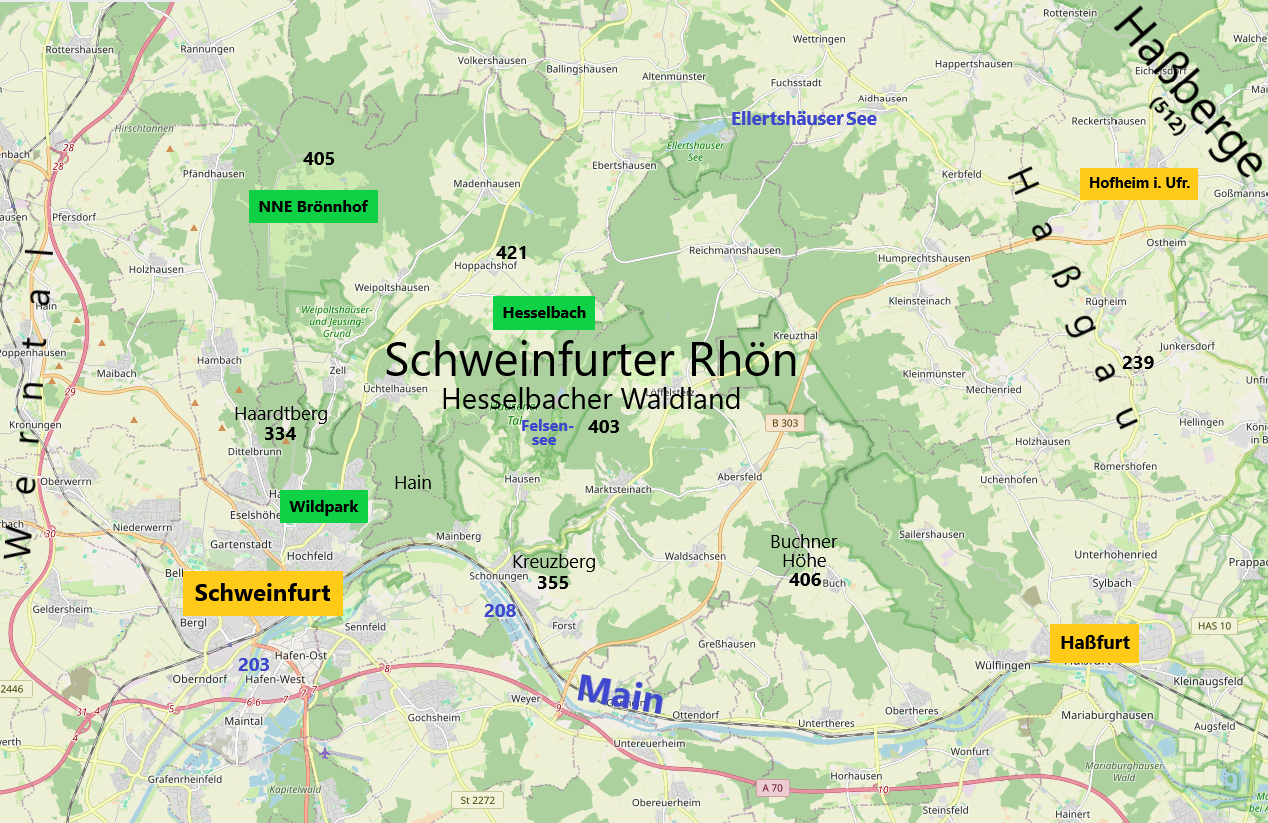
Reichmannshausen liegt in einer Rodungsinsel im Nordosten der Schweinfurter Rhön (bitte Bild vergrößern)

## Geschichte
Reichmannshausen entstand wohl während der fränkischen Ausbauphase im 8. und 9. Jahrhundert. Damals trieben die Kolonisatoren aus dem Westen die Rodung der großen Waldflächen voran. Es entstanden im Gebiet des Hesselbacher Waldlandes vom Stützpunkt Wettringen aus viele Orte mit der Endung -hausen. Das Präfix Reichmanns- verweist dagegen wohl auf den Personennamen Richalm. Dieser fränkische Edelmann könnte erster Besitzer des Dorfes gewesen sein.
Erstmals urkundlich erwähnt wurde „Richalmeshusen“ am 1. Mai 1293. Der Würzburger Bischof Manegold von Neuenburg übergab damals der Äbtissin des Zisterzienserinnenklosters Mariaburghausen eine Manse mit Grund und Boden. Der Ortsname war in der Folgezeit einigen Änderungen unterworfen. So sprach man im Jahr 1402 von „Richmarshewsen“, während 1489 „Reichmetshausen“ genannt wurde. Im Mittelalter besaß der Ort einen eigenen Dorfadel, der in einem befestigten Herrensitz saß.
Die Herren von Henneberg erwarben Schloss und Amt Mainberg im Jahr 1305 und erhielten zugleich auch die Dorfherrschaft über Reichmannshausen. Sie übergaben das Dorf aber daraufhin an verschiedene Lehensträger, wie die Herren von Wenkheim, Heinrich von Troschendorf und die Deutschherren von Münnerstadt. Erst 1542 verkauften die Henneberger Mainberg und Reichmannshausen an den Würzburger Fürstbischof. Das Hochstift Würzburg blieb bis zur Säkularisation Dorfherr.
Kirchlich gehörte das Dorf lange Zeit zur Urpfarrei Wettringen. Wahrscheinlich hingen auch in Reichmannshausen einige Bewohner im 16. Jahrhundert dem Luthertum an, die Gegenreformation wurde von den Würzburger Bischöfen betrieben. Erst im Dreißigjährigen Krieg, 1631, gelangten die Reichmannshausener an die Pfarrei Aidhausen, 1723 dann nach Ebertshausen. Das Dorf kam 1803 nach der Auflösung des Hochstifts Würzburg an Bayern. Am 1. Mai 1978 wurde die Gemeinde nach Schonungen eingemeindet.

## Baudenkmäler

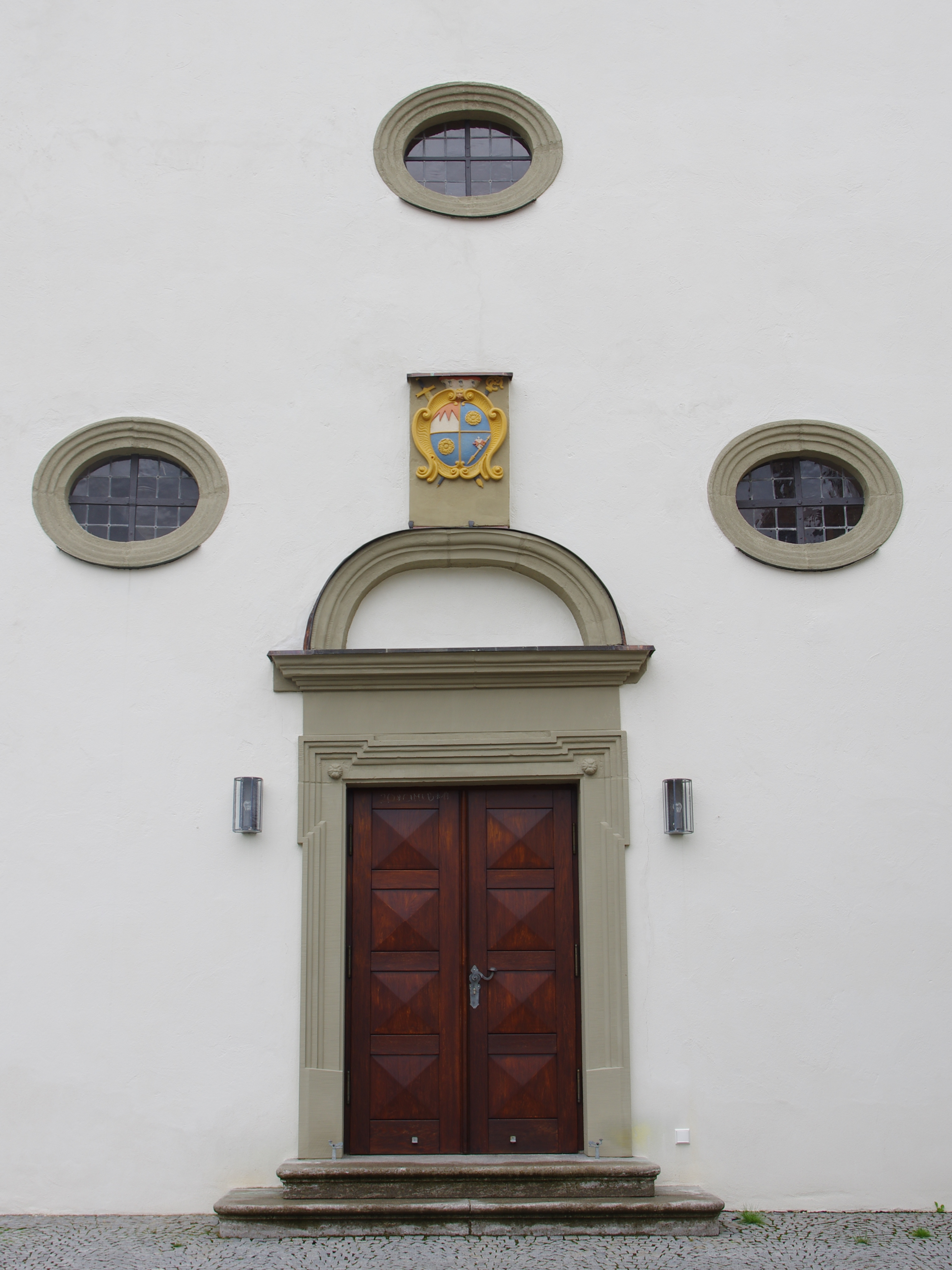
St. Georg

Mittelpunkt des Ortes bildet noch heute die katholische Pfarrkirche St. Georg. Sie entstand im Kern bereits im Mittelalter. Zwischen 1612 und 1614 erhöhte Bischof Julius Echter von Mespelbrunn den Kirchturm und brachte den heute noch erhaltenen Spitzhelm an. Im 17. Jahrhundert baute man das heutige Langhaus. Im Inneren prägen die beiden großen Seitenaltäre das Kirchenschiff. Sie entstammen der Klosterkirche Theres und wurden vom Würzburger Balthasar Esterbauer geschaffen. Die Altarblätter sind dagegen von Conrad Geiger aus Schweinfurt.
Im Ort haben sich außerdem noch viele eingeschossige Bauernhäuser des 19. Jahrhunderts erhalten. Sie sind zumeist mit einem Satteldach errichtet worden. Heute ist das ursprünglich verputzte Fachwerk zumeist freigelegt und prägt das Ortsbild. Typisch für ein katholisches Dorf in Franken sind zudem die vielen Bildstöcke im Ort und auf seinen Fluren. Sie gehen zumeist auf private Stiftungen zurück. In Reichmannshausen haben sich mehrere Bildstöcke des 18. Jahrhunderts erhalten.
Zwei Kapellen an den Ortsrändern sind jüngeren Datums und gehen auf die Stiftung eines Reichmannshausener zurück. 1982 entstand die sogenannte Johanneskapelle an der Straße nach Ebertshausen. Im Inneren schuf der Holzschnitzer Lothar Bühner mehrere Kopien von Figuren Tilman Riemenschneiders. Die sogenannte Waldkapelle mit ihrem eindrucksvollen Krüppelwalmdach weist ebenso ein Relief Bühners auf. Sie wurde 2004 aufgerichtet.

Baudenkmäler aus Bayerischen Denkmalliste
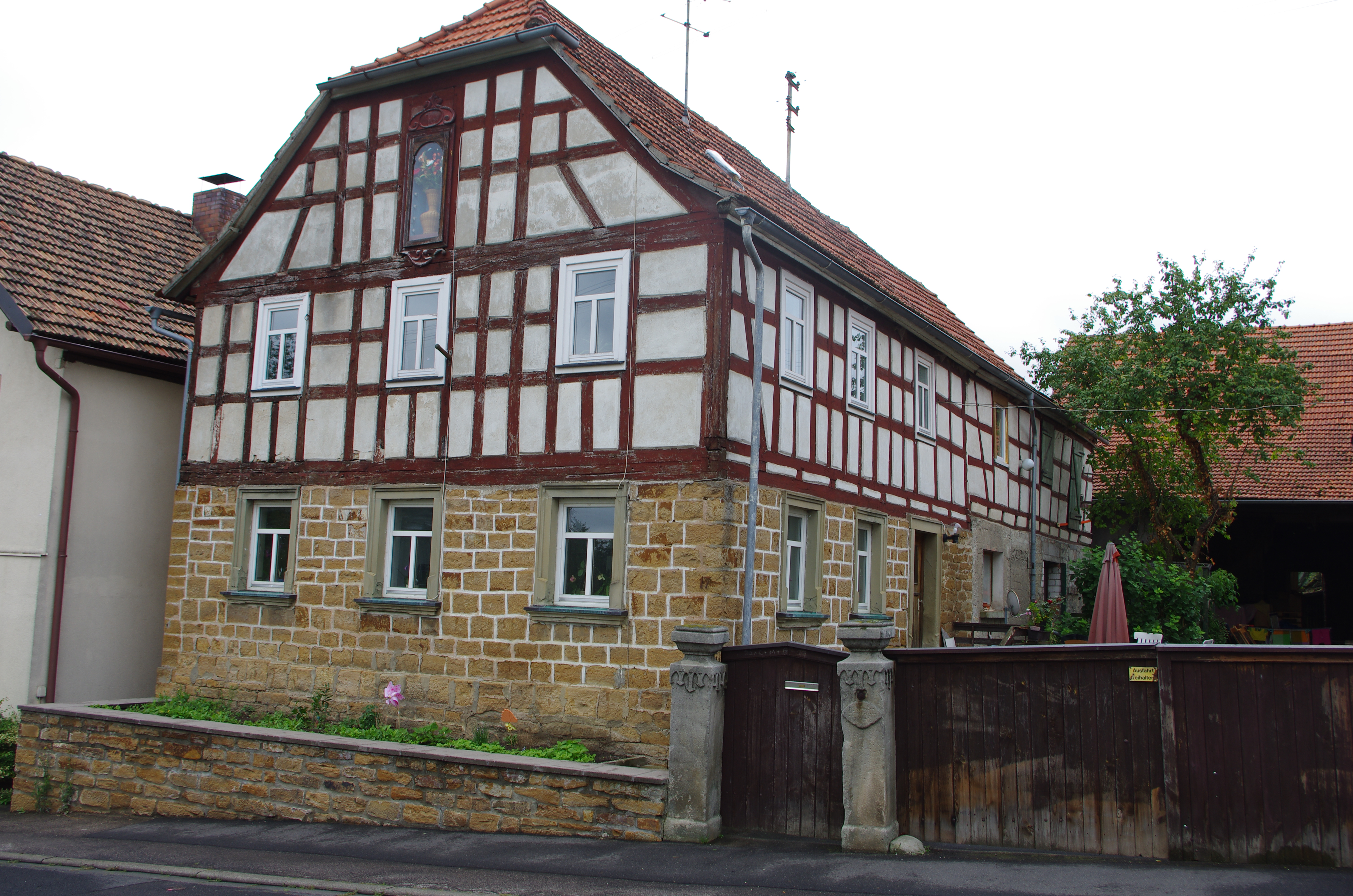
Herrenseestraße 17
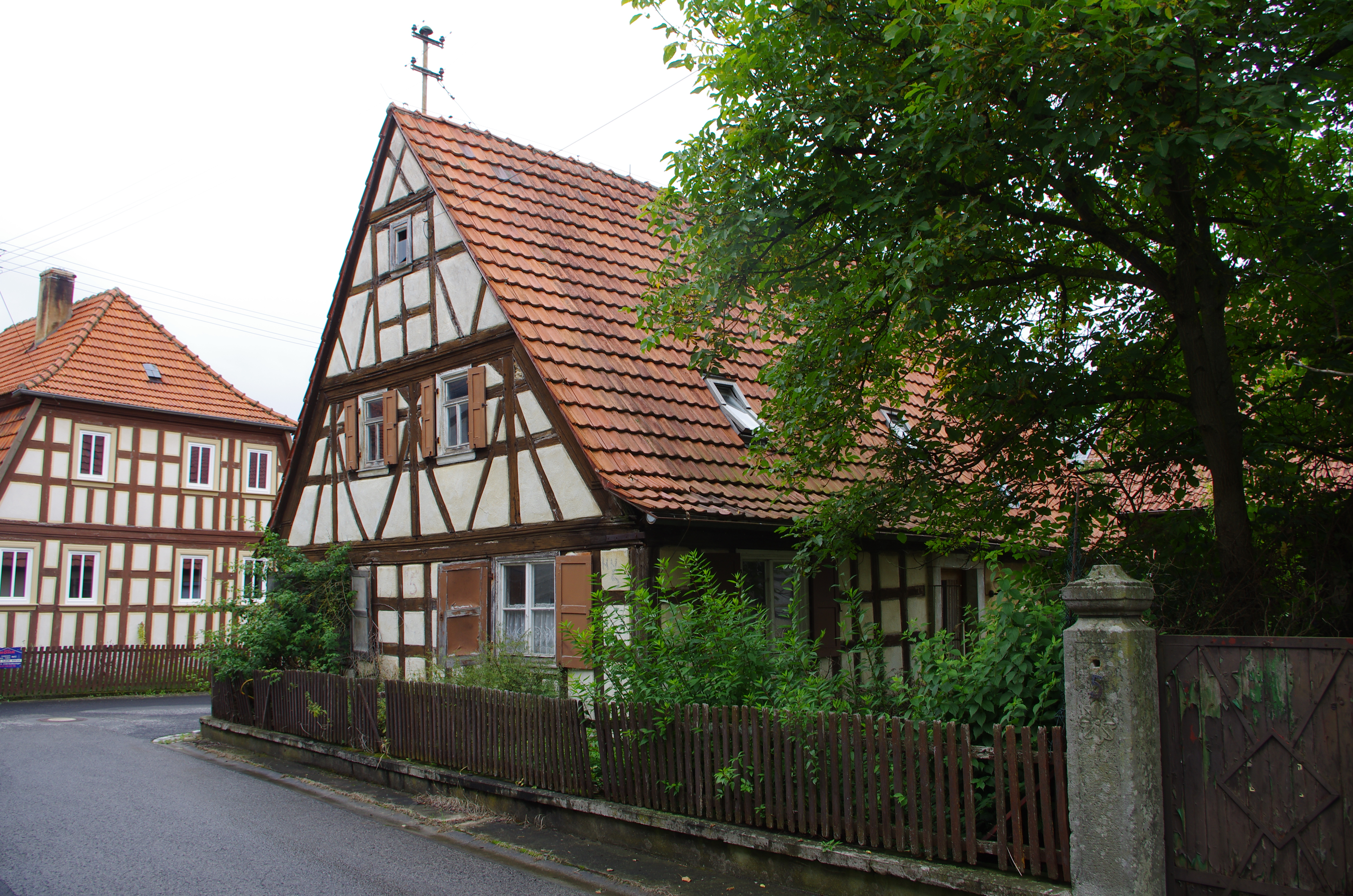
Wiesengarten 5
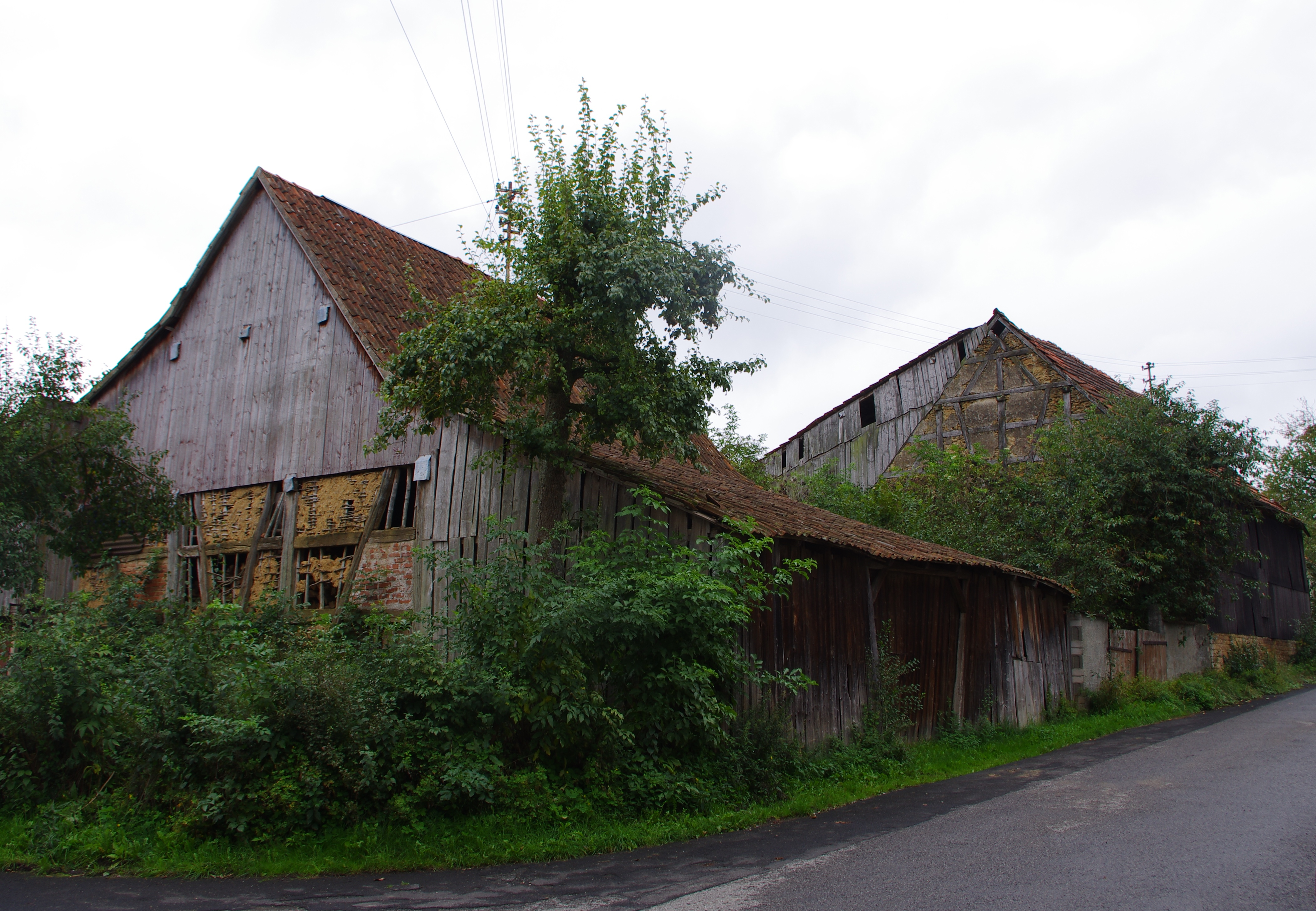
Alte Scheunen, Wiesengarten 24

## Persönlichkeiten
- Liborius Wagner (1593–1631), katholischer Priester und Märtyrer, Wagner versteckte sich während des Dreißigjährigen Krieges im Schulhaus von Reichmannshausen und wurde hier am 8. Dezember 1631 festgenommen, 1974 schuf man einen Gedenkstein für den Seligen.